# Анастас Ангелов
Анастас Груйов Ангелов е български революционер, деец на Вътрешната македоно-одринска революционна организация.

## Биография
Роден е в 1876 година в охридското българско село Ърбиново, тогава в Османската империя. Влиза във ВМОРО и е в четите на войводите Деян Димитров, Тасе Христов, Петър Чаулев и Лазар Цириов. Участва в сраженията в Охридско, като това при Ърбиново, нападението на мюдюрлука в Издеглавие, битката при Турие и битката при Пресека. След установяването на комунистическата власт в Югославия, по Закона за илинденските пенсии от 1946 година подава молба за илинденска пенсия.